# Sedum multicaule
Sedum multicaule là một loài thực vật có hoa trong họ Crassulaceae. Loài này được Wall. ex Lindl. miêu tả khoa học đầu tiên năm 1840.